# Wszystkie nieprzespane noce
Wszystkie nieprzespane noce – polski fabularyzowany film dokumentalny z 2016 w reżyserii Michała Marczaka, zrealizowany na podstawie autorskiego scenariusza. Bohaterem zbiorowym filmu jest warszawska młodzież – organizująca balangi, przeżywająca intensywne uniesienia miłosne oraz zatroskana o swoją niepewną przyszłość.
Wszystkie nieprzespane noce odniosły spory sukces w kraju i za granicą. Na festiwalu Nowe Horyzonty film został uhonorowany Nagrodą Publiczności, a jego reżyser otrzymał Nagrodę im. Andrzeja Munka; Wszystkie nieprzespane noce zdobyły również nagrodę za reżyserię na Sundance Film Festival. Janusz Wróblewski z „Polityki” pisał, iż „zmontowany z czułością chaotyczny kolaż psychodelicznych sytuacji drąży temat czasu, rozkosznie trwonionego przez młodość na niekończące się miłosno-narkotykowe szaleństwa”. Anna Tatarska z „Gazety Wyborczej” poczytywała dzieło Marczaka jako „film naginający granice pomiędzy dokumentem a fikcją, do tego o pięknej, płynnej dramaturgicznej melodii”.